# آیروکلند کلاس اوشن
آیروکلند کلاس اوشن (به انگلیسی: Océan-class ironclad) یک کلاس از کشتی است که طول آن ۸۶٫۲ متر (۲۸۲ فوت ۱۰ اینچ) می‌باشد.